# Mani (rappeur)
Pour les articles homonymes, voir Mocro.
Mani (anciennement MocroManiac), de son vrai nom Abdelilah El Foulani né le 26 décembre 1987 à Amsterdam, est un rappeur néerlandais d'origine marocaine. Entre 2010 et 2014, il a fait partie du célèbre groupe néerlandais Hydroboyz.

## Biographie

### Enfance
Mani naît à Amsterdam de parents marocains. Son père est originaire de Fès et sa mère de Casablanca. Très jeune, en écoutant souvent Tupac, il s'inspire d'une carrière de rappeur. Traînant souvent dans les rues de Bijlmermeer à son enfance avec comme entourage des Antillais et des Surinamiens, il purge une première peine d'emprisonnement à l'âge de quatorze ans pour trafic de drogue. Il prend ses distances de la criminalité lorsqu'il commence à rapper. Il commence le rap avec comme nom de scène Appie, jusqu'au jour où il décide de le changer en MocroManiac.

### Documentaires et interviews
- 2016 : Documentaire Mocrorappers diffusé sur Videoland ;